# Alien Bazar : Mission Crétinus
Alien Bazar : Mission Crétinus (Pet Alien: An Intergalactic Puzzlepalooza) est un jeu vidéo de puzzle sorti en 2007 sur Nintendo DS, il a été développé par Shin'en et édité par The Game Factory.
Le jeu est basé sur la série animée Alien Bazar.

## Accueil
- Jeuxvideo.com : 11/20[1]